# Epic: el Musical
Epic: El Musical (conocido simplemente como EPIC) es un musical de nueve álbumes conceptuales (denominados "sagas") con música y letras de Jorge Rivera-Herrans. Una adaptación cantada de la Odisea de Homero inspirada en el teatro musical, cuenta la historia de Odiseo mientras intenta regresar de Troya a Ítaca después de la Guerra de Troya que duró diez años. En el camino, debe enfrentarse a dioses y monstruos que intentan impedirle regresar con su esposa, Penélope, y su hijo, Telémaco.
Tomando como inspiración diversas fuentes. La serie hace uso de varios géneros musicales y técnicas narrativas derivadas del anime, los videojuegos y el teatro. El musical ganó popularidad en 2021 a través de redes sociales como TikTok, y enfrentó problemas de producción debido a múltiples demandas entre el creador y la compañía discográfica original. Ha recibido elogios de los críticos por la profundidad emocional y la complejidad narrativa que exhibe a través de su formato musical.

## Trama

### Acto 1

#### La Saga de Troya

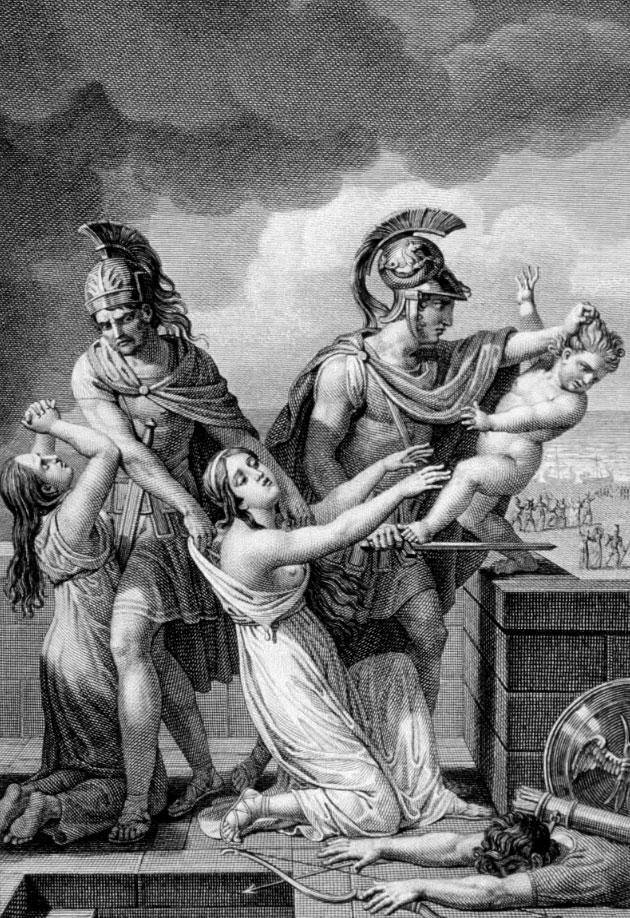
El asesinato del bebé Astianacte a manos de Odiseo es un momento clave en la Saga de Troya.

Después de diez años de lucha en la Guerra de Troya, el rey Odiseo de Ítaca lidera a sus hombres en una exitosa invasión de Troya utilizando el Caballo de Troya . Mientras saquea la ciudad, Odiseo recibe una visión de Zeus, informándole que si no mata al infante Astianacte, hijo de Héctor, el niño crecerá y se vengará de Odiseo y su familia (The Horse and the Infant ). Odiseo lucha con la decisión, pensando en su propio hijo Telémaco, pero finalmente con mucho dolor mata al bebé arrojándolo desde la muralla de la ciudad (Just A Man ).
Tras el saqueo de Troya, Odiseo y su flota de seiscientos hombres zarpan hacia su hogar en Grecia (Ítaca). En busca de comida para los hombres, Odiseo y su mejor amigo Polites parten a explorar una isla a la que fueron guiados por el vuelo de unos pájaros que sobrevolaban el navío (Full Speed Ahead ). Odiseo está tenso y Polites intenta convencerlo de que deje la guerra atrás y "Vea al mundo con los brazos abiertos". Se encuentran con los traviesos lotófagos, que en un principio les ofrecen de comida a Odiseo y a Polites un fruto (loto), el cual es ingerido por los lotófagos(de ahí su nombre), pero Odiseo lo detecta y se queja de su infortunio al tener “los brazos abiertos”. Polites habla con los lotofagos y estos los dirigen a una cueva hacia el este para encontrar comida (Open Arms ). La diosa Atenea, que había guiado a Odiseo desde su niñez, ve que éste se aleja de sus enseñanzas debido a la influencia de Polites. Ella se le aparece y le muestra a Odiseo el recuerdo de cuando se conocieron para recordarle sus expectativas sobre él (Warrior of the Mind).

#### La Saga del Cíclope

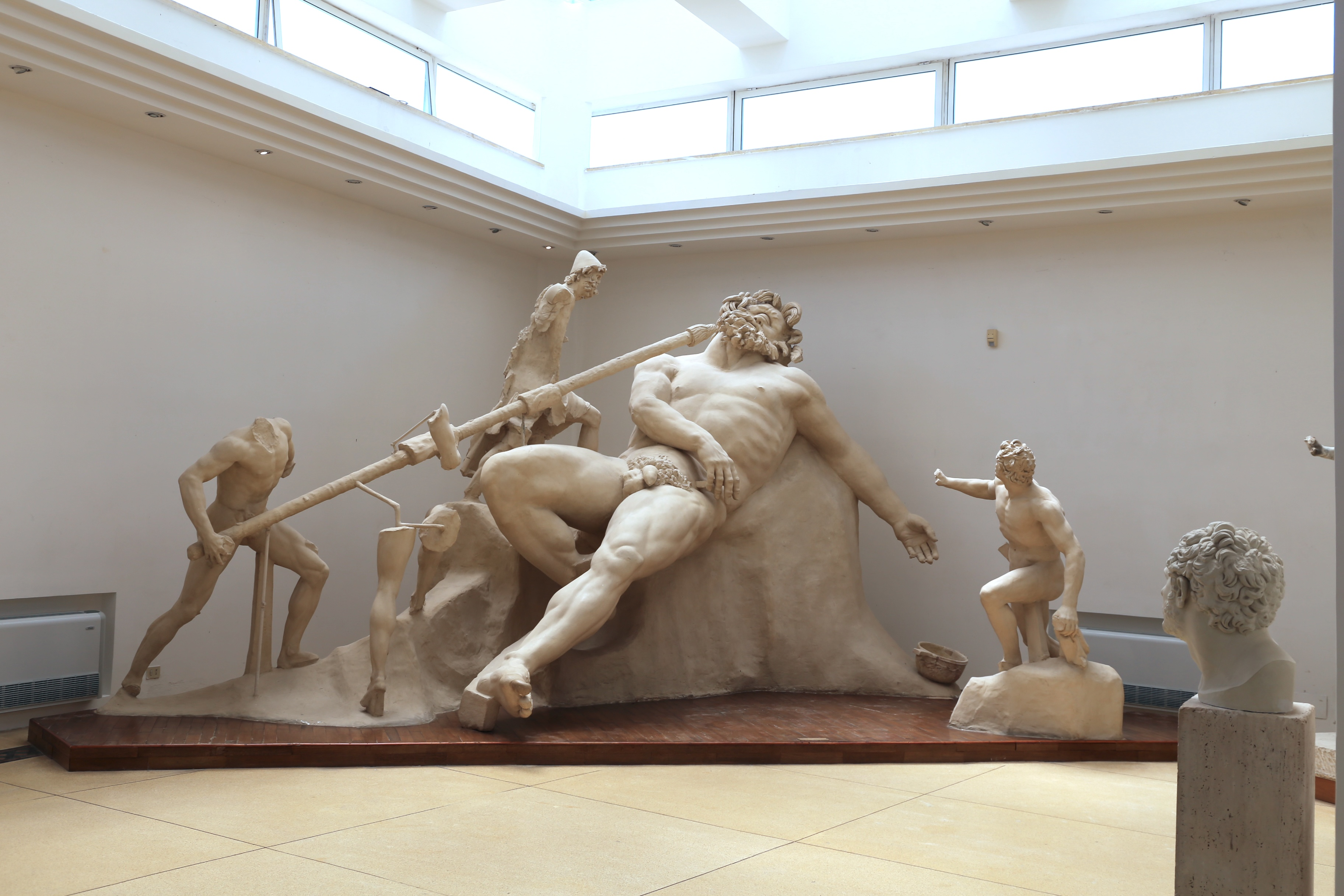
La Saga del Cíclope sigue el conflicto entre los hombres de Odiseo y el cíclope Polifemo.

Al llegar a la isla a la que los lotófagos les habían indicado, Odiseo y un grupo encuentran una cueva llena de ovejas y matan a una para comer. El dueño de las ovejas, el cíclope Polifemo, aparece enojado y amenaza con comerse a los hombres. Odiseo intenta razonar con él y le ofrece al cíclope una bebida de vino fino griego como pago por las ovejas. Polifemo acepta el vino antes de preguntarle a Odiseo su nombre, a lo que Odiseo responde que su nombre es "Nadie". Polifemo agradece a “Nadie” por el vino, pero aún así ataca a los hombres (Polyphemus). Odiseo reúne a sus hombres para luchar contra Polifemo, teniendo éxito por un momento, pero el cíclope recupera un enorme garrote que le da una ventaja. Mata a varios hombres, incluido Polites, antes de desmayarse (Survive).
Al revelar que le había agregado fruta de loto al vino, y aprovechando el estado inconsciente del cíclope, Odiseo les dice a sus hombres que sigan luchando en memoria de sus camaradas muertos, y les ordena que usen sus espadas para afilar el garrote y convertirlo en una lanza. Empalan a Polifemo en el ojo, y sus gritos de dolor atraen a otros cíclopes, que preguntan a Polifemo quién le ha hecho daño. Él responde que fue herido por "Nadie", lo que provoca que los otros cíclopes le digan que se calle si no está siendo atacado. Odiseo y los hombres roban las ovejas del cíclope ciego y escapan, pero Atenea aparece una vez más y le dice a Odiseo que mate a su enemigo. Odiseo ignora su orden y revela su verdadero nombre a Polifemo en un acto de arrogancia (Remember Them). Atenea y Odiseo discuten por esto, lo que provoca que terminen su amistad (My Goodbye).

#### La Saga del Océano

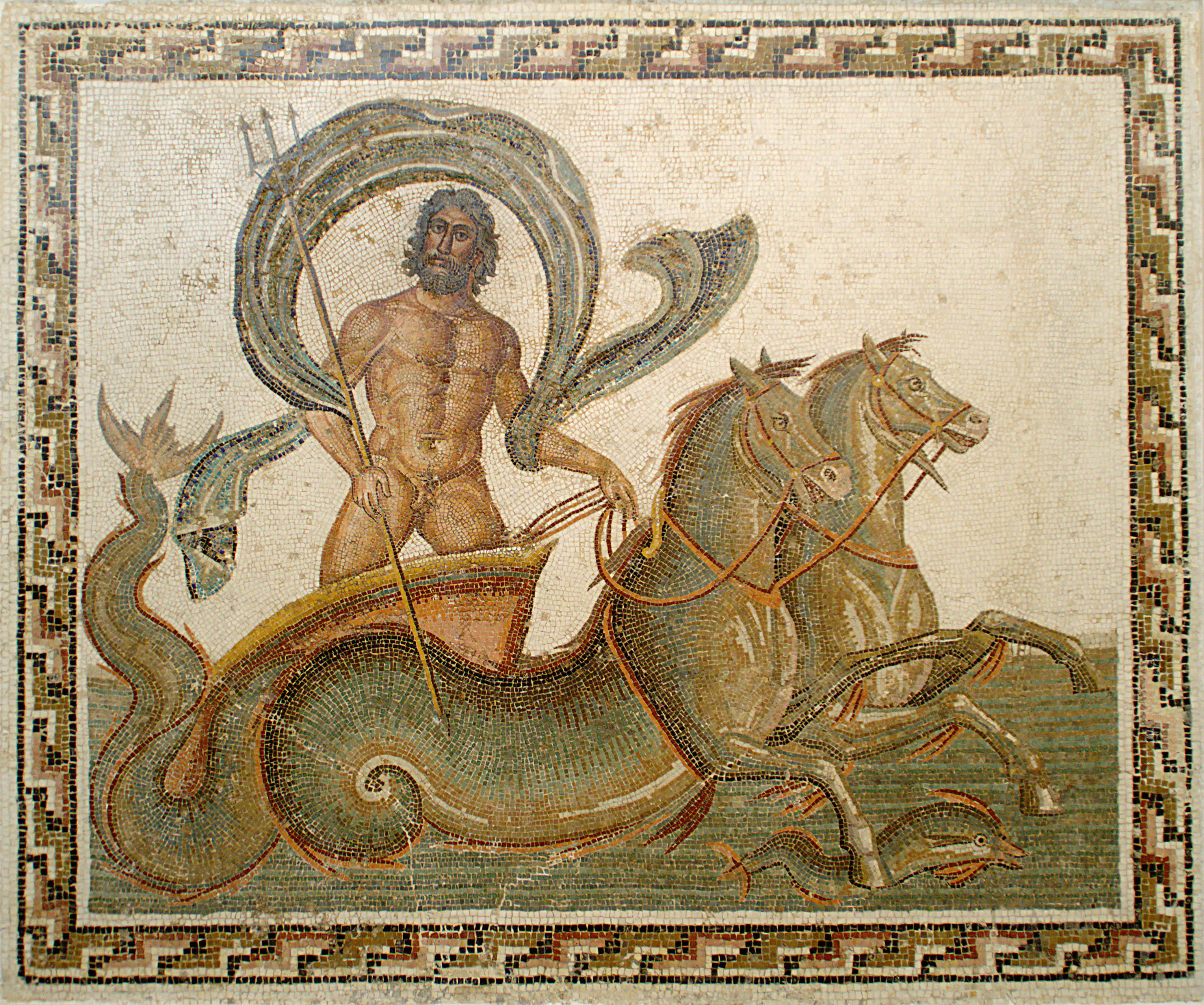
El principal antagonista del musical, Poseidón, se presenta en La Saga del Océano.

Mientras la tripulación continúa, luchan contra una gran tormenta antes de encontrarse con una isla flotante (Storm). Odiseo planea visitar la isla para pedir ayuda al dios del viento Eolo, pero Euríloco, su segundo al mando, le dice que el plan es arriesgado. Odiseo conversa con Euríloco a solas y le dice que siga las órdenes y no contradiga sus planes (Luck Runs Out). Al llegar a la isla, Eolo le entrega a Odiseo una bolsa mágica de viento que le permitirá regresar a casa, siempre y cuando no la abra. Antes de partir, los sirvientes de Eolo difundieron el rumor de que la bolsa contenía un tesoro, sembrando un posible desacuerdo en la tripulación. Odiseo y su tripulación casi llegan a casa, pero la bolsa es abierta mientras Odiseo duerme. Odiseo y Euríloco cierran rápidamente la bolsa para atrapar el viento que queda, y la flota se encuentra cerca de la tierra de los lestrigones (Keep Your Friends Close). Aparece el dios del mar Poseidón, revelando que es el padre de Polifemo y jurando venganza por el dolor que Odiseo le causó a su hijo. Hunde todos los barcos excepto el de Odiseo, dejando sólo cuarenta y tres hombres bajo su mando. Sin embargo, antes de que Poseidón pueda destruir el último barco, Odiseo libera lo que queda del viento de la bolsa de Eolo, lo que le permite escapar (Ruthlessness).

#### La Saga de Circe

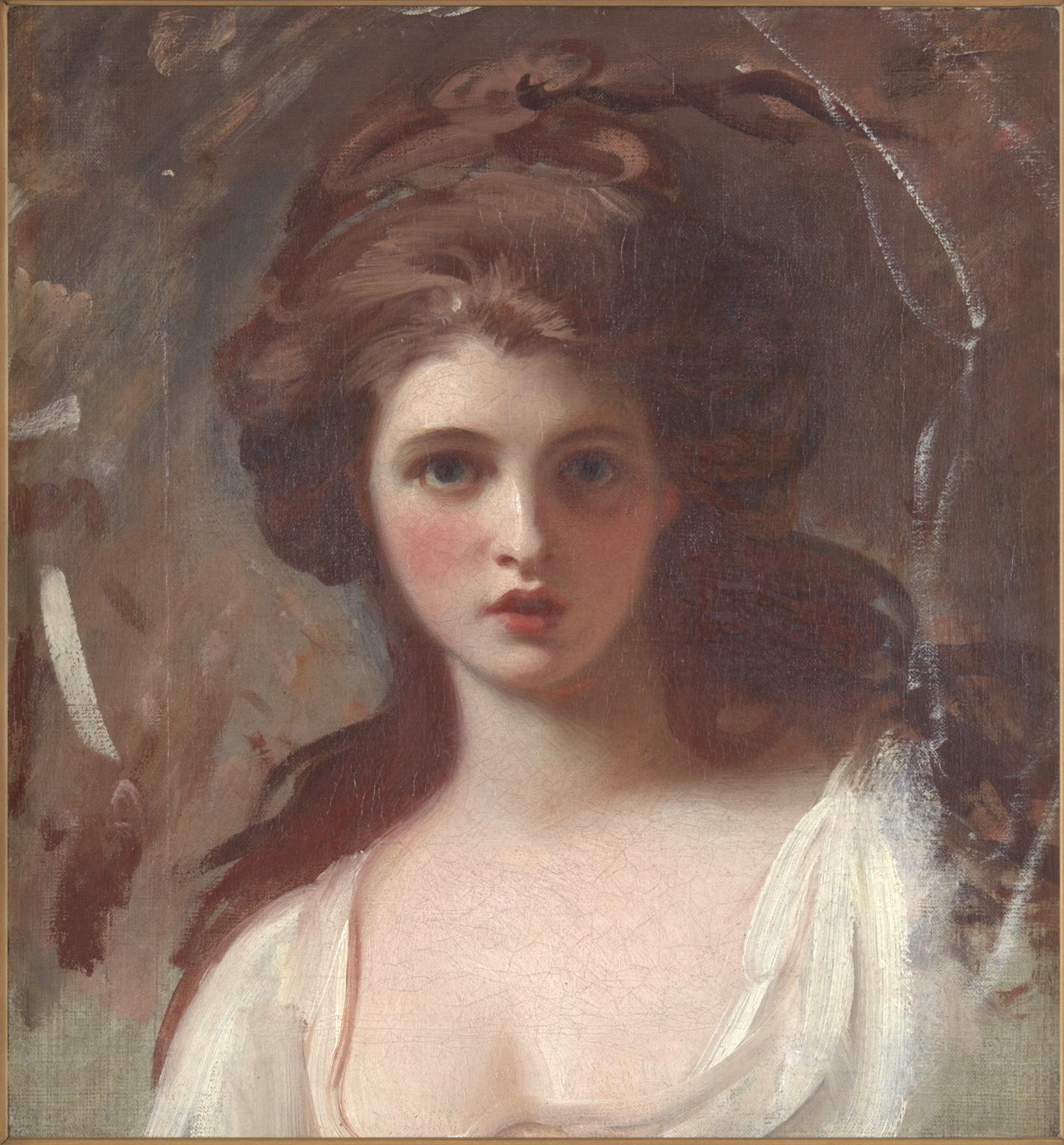
La bruja Circe es la antagonista de La Saga de Circe.

Al llegar a una isla, Odiseo envía un equipo de exploración, liderado por Euríloco, para buscar amenazas. Se encuentran con la hechicera Circe, que los transforma a todos, excepto a Euríloco, en cerdos. Odiseo y Euríloco discuten si deben rescatar a los hombres o reducir sus pérdidas, y Odiseo finalmente comienza a dirigirse al palacio de Circe (Puppeteer). El dios Hermes se le aparece a Odiseo y le da la hierba mágica moly, que le permite igualar el poder de Circe (Wouldn't You Like). Circe y Odiseo se enfrentan y Odiseo obtiene la ventaja (Done For). Circe cambia de táctica e intenta seducir a Odiseo, pero él rechaza sus insinuaciones y le revela su anhelo de regresar con su esposa, Penélope. Circe acepta dejar ir a los hombres, otorgándoles acceso al inframundo, donde pueden buscar el consejo del profeta ciego Tiresias (There Are Other Ways).

#### La Saga del Inframundo

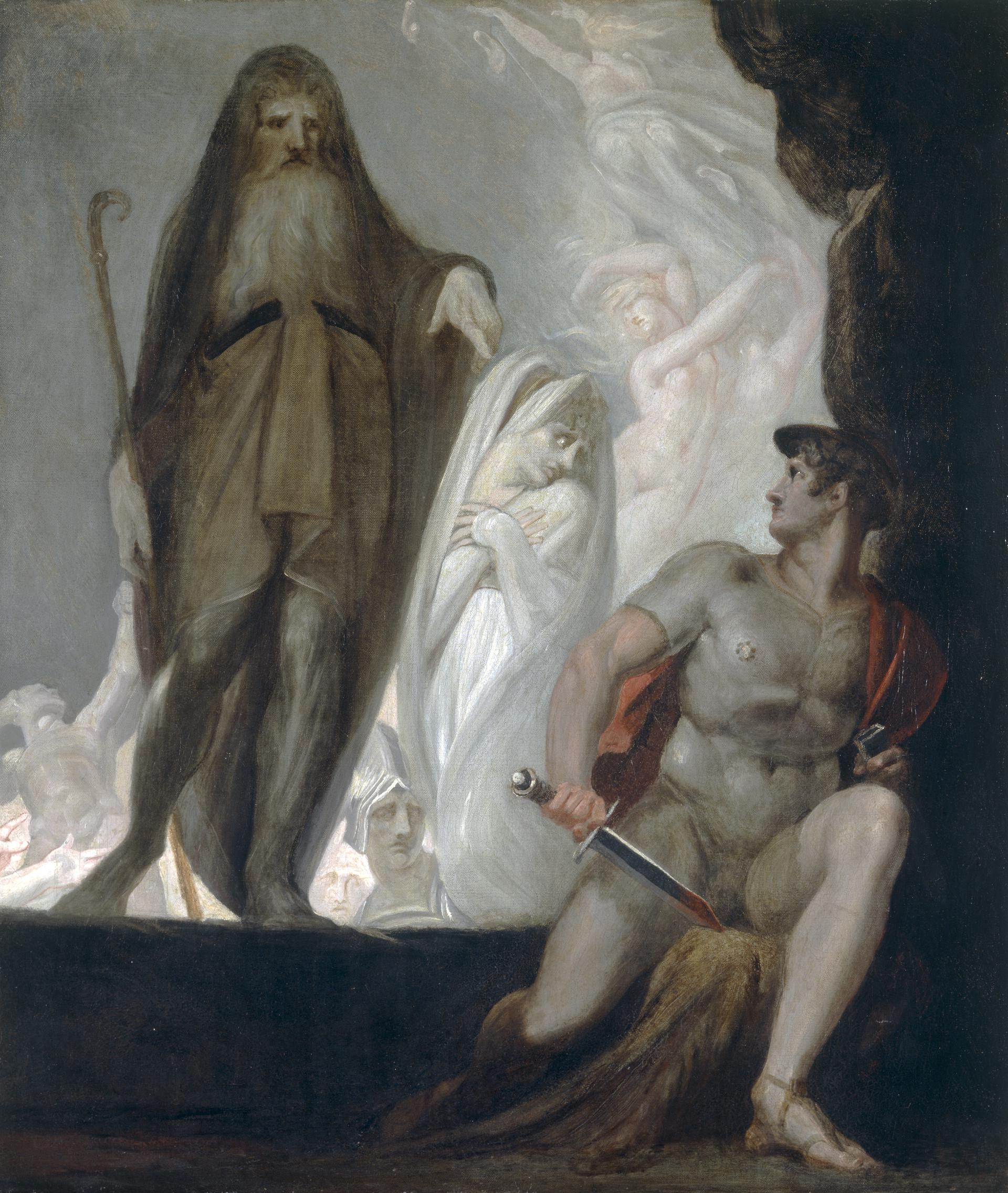
Odiseo se encuentra con los espíritus del profeta Tiresias y su madre Anticlea en La Saga del Inframundo.

Al ingresar al inframundo, Odiseo y su tripulación ven las almas de sus compañeros asesinados, incluido Polites, así como a la madre de Odiseo, Anticlea, que había muerto mientras esperaba que su hijo regresara a casa (The Underworld). Odiseo llega hasta Tiresias, quien afirma que a pesar de tener una visión clarividente del pasado y del futuro, no ve un futuro en el que Odiseo regrese a casa ileso (No Longer You). Afligido, Odiseo decide enterrar su lado más tierno, abrazando la crueldad y aceptando regresar a casa por cualquier medio necesario (Monster ).

### Acto 2

#### La Saga del Trueno

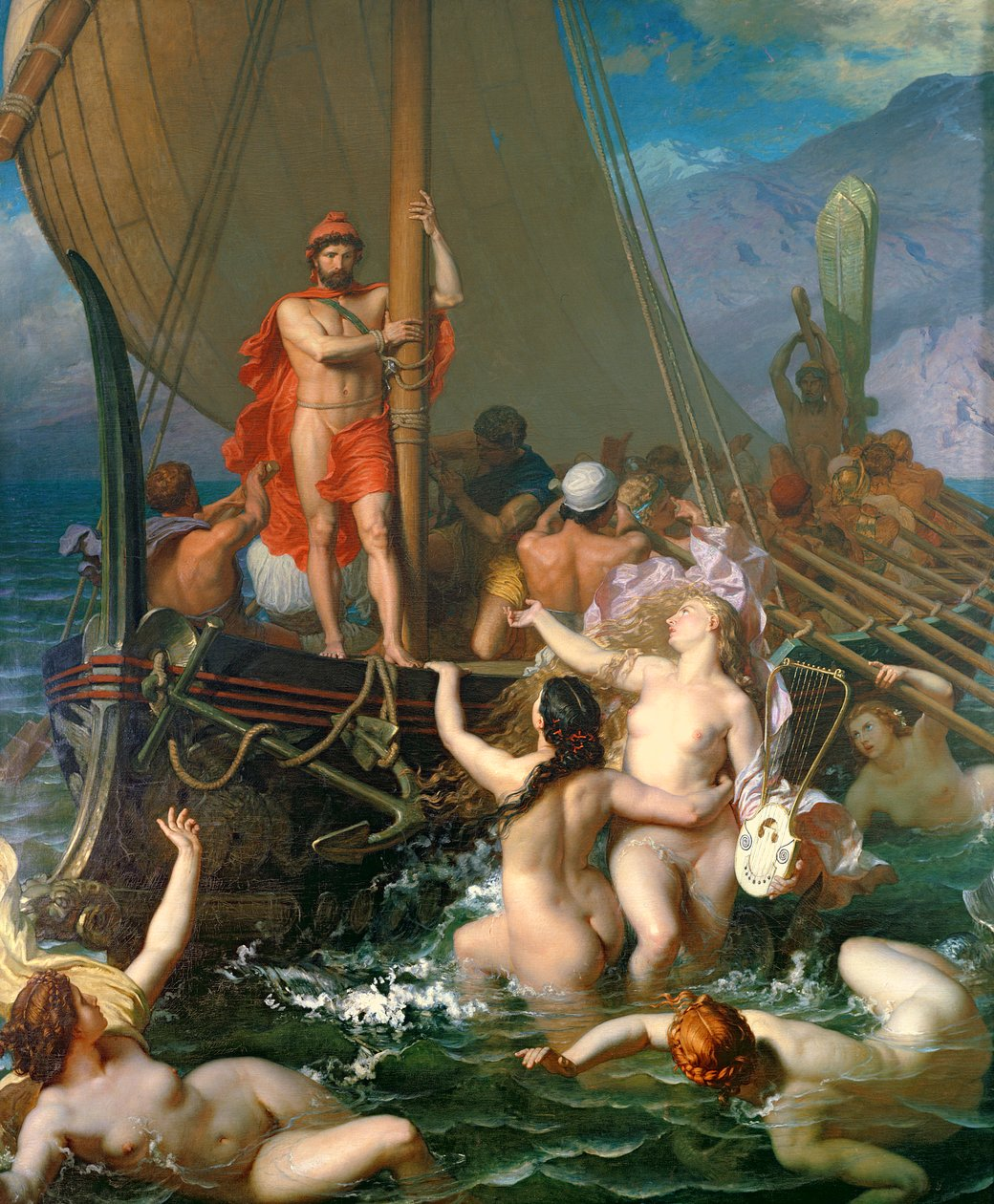
La Saga del Trueno comienza con el encuentro de Odiseo con las engañosas sirenas.

Mientras está en el mar, Odiseo encuentra una visión de Penélope. Él le pregunta cómo puede regresar a casa, y ella le revela que solo puede regresar a casa atravesando la guarida de Escila, monstruo marino de seis cabezas, donde ni siquiera Poseidón se atrevería a entrar. Luego le dice a Odiseo que se una a ella en el agua, diciendo que ella lo aliviaría de todo su sufrimiento (Suffering). Odiseo parece ceder antes de atacarla y exponer su identidad como sirena disfrazada. Él revela que él y su tripulación se habían resistido a su canción mágica tapándose los oídos con cera de abejas, y su tripulación captura al resto de las sirenas en el agua. Las sirenas piden clemencia, pero Odiseo jura no cometer el mismo error que cometió con Polifemo y ordena a su tripulación que las mate (Different Beast). La tripulación navega hacia la guarida de Escila, donde Euríloco le revela a Odiseo que fue él quien abrió la bolsa de viento de Eolo. Ignorándolo, Odiseo le ordena que encienda seis antorchas y se las pase a seis miembros de la tripulación mientras navegan a través de la oscura guarida de Escila. Escila, atraída por las luces, se come a estos hombres, permitiendo que la nave escape con sólo seis bajas (Scylla).
Enfadado por la actitud de Odiseo de sacrificar a seis de sus hombres, Euríloco encabeza un motín, hiriendo y encarcelando a Odiseo. El barco aterriza en la isla más cercana, que resulta ser el hogar del dios del sol Helios . A pesar de las advertencias de Odiseo, Euríloco mata a una de las vacas sagradas de Helios (Mutiny ). Helios envía a Zeus para juzgar a la tripulación, y Zeus obliga a Odiseo a elegir entre su propia vida o las vidas del resto de su tripulación. Finalmente, Odiseo decide sacrificar a su tripulación, y Zeus los mata a todos excepto a Odiseo (Thunder Bringer ).

#### La Saga de la Sabiduría

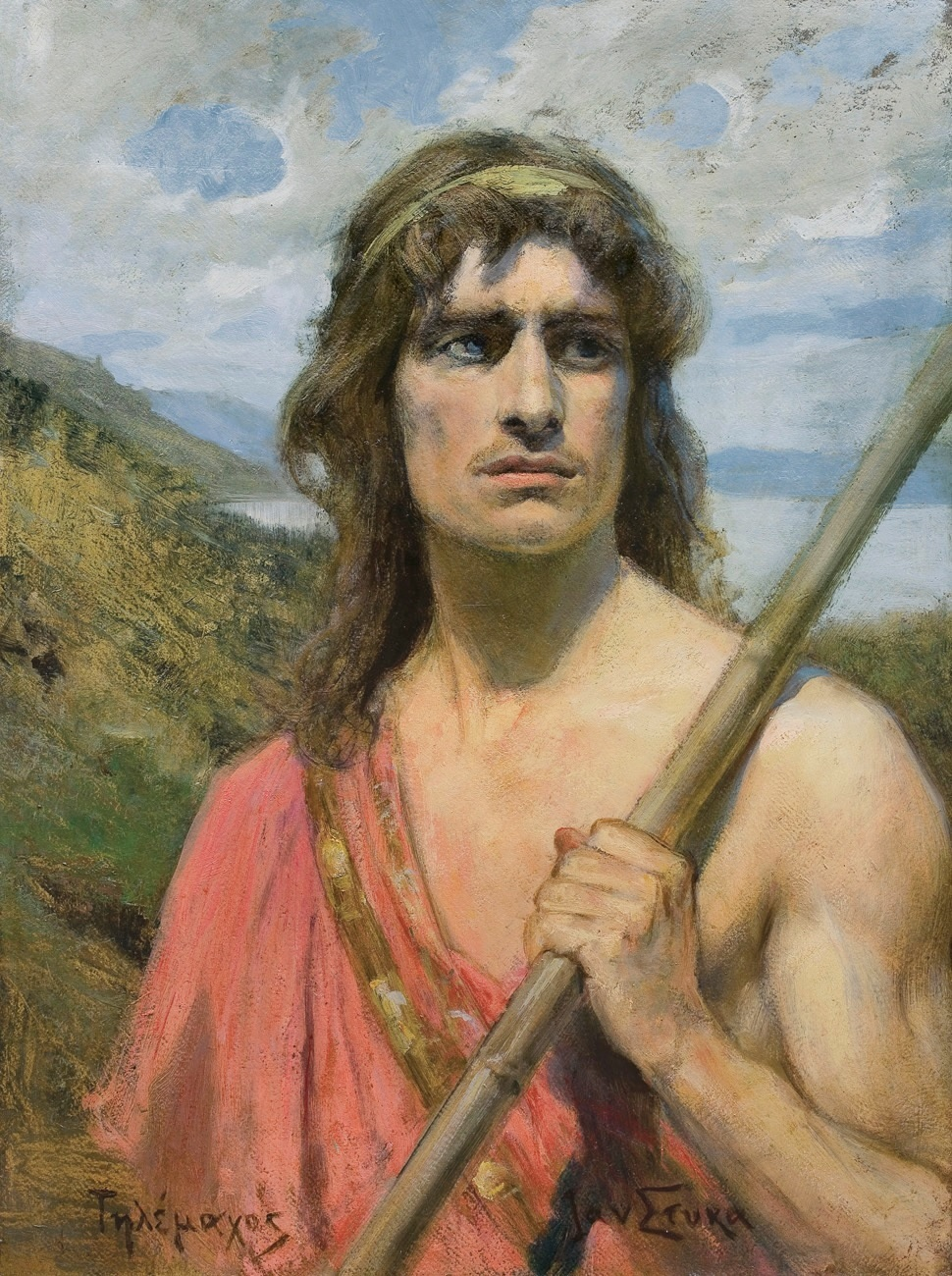
Telémaco, el hijo de Odiseo, es presentado en La Saga de la Sabiduría.

Siete años después, en Ítaca, Telémaco ya tiene veinte años y anhela la oportunidad de ser un héroe legendario como su padre, rezando por tener la oportunidad de proteger a su madre de sus pretendientes cada vez más violentos (Legendary). Se enfrenta al pretendiente Antinoo para defender el honor de su madre, pero es brutalmente golpeado en una pelea antes de que Atenea aparezca y le brinde ayuda (Little Wolf). Cuando Telémaco le pregunta a Atenea por qué lo ayudó, ella reflexiona sobre su relación con Odiseo y expresa su arrepentimiento por cómo terminó. Telémaco, sin saber que se refiere a su padre, anima a la diosa a acercarse a su viejo amigo y reparar su relación (We'll Be Fine).
Atenea decide revisar los recuerdos de Odiseo para saber qué le pasó y descubre que ha quedado atrapado en la isla de Ogigia con la obsesiva diosa Calipso, quien ha intentado continuamente hacer que Odiseo se enamore de ella. Con el paso de los años, Odiseo se ha ido deprimiendo cada vez más y se halla desesperado por escapar de la isla (Love in Paradise). En el monte Olimpo, Atenea pide a su padre, Zeus, que libere a Odiseo, y Zeus le ofrece un trato. Él organiza un juego en el que Atenea debe convencer a otros cinco olímpicos ( Apolo, Hefesto, Afrodita, Ares y Hera ) de que Odiseo merece ser liberado, acordando liberarlo si se les convence a todos. Atenea usa su ingenio y sabiduría para convencer con éxito a los otros dioses y exige que Zeus cumpla su parte del trato, lo que lo enfurece. Ataca a Atenea con un rayo por burlarse de él, pero ella sobrevive y realiza una última súplica por la libertad de Odiseo (God Games).

#### La Saga de la Venganza

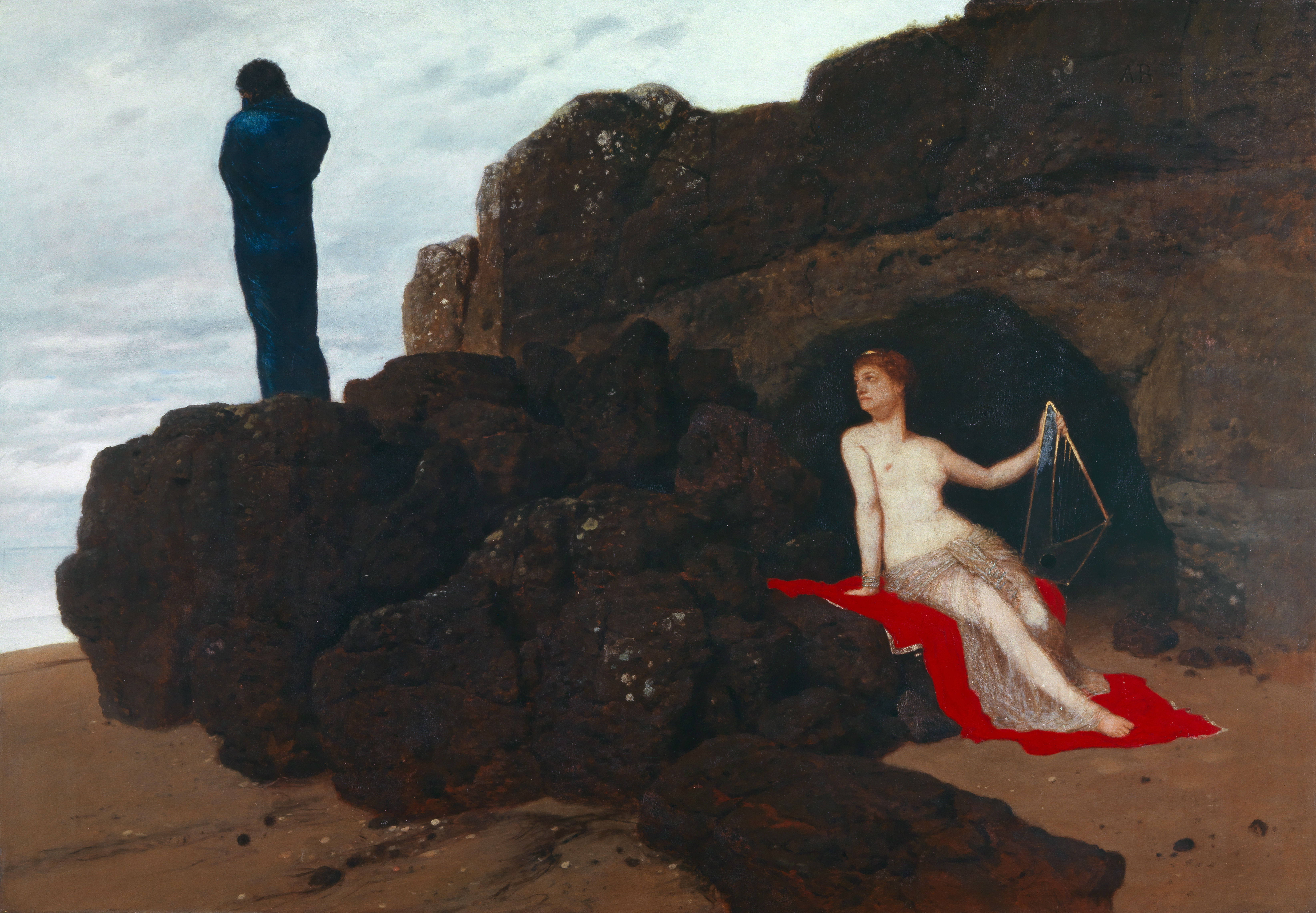
Odiseo abandona a Calipso en La Saga de la Venganza y emprende su último viaje a casa.

Calipso se despide de Odiseo antes de que abandone Ogigia, expresando remordimiento por el dolor que le causó con su comportamiento obsesivo, pero declarando que no lamenta el amor que siente por él (Not Sorry For Loving You). Hermes aparece una vez más, ofreciendo orientación y la bolsa de viento de Eolo para ayudar a Odiseo a regresar a casa en una balsa hecha a mano (Dangerous). Odiseo evade al monstruo marino Caribdis antes de ver las costas de Ítaca, donde se encuentra nuevamente con Poseidón (Charybdis). Poseidón le da a Odiseo el ultimátum: ahogarse o ver toda Ítaca sumergida en un maremoto. Odiseo es arrastrado hasta el fondo del océano (Get in the Water), pero abre la bolsa de viento una última vez para contraatacar, golpeando a Poseidón seiscientas veces en venganza por sus seiscientos camaradas muertos. Poseidón le dice a Odiseo que al abrir la bolsa de viento, liberó su tormenta, lo que significa que destruyó su última oportunidad de regresar a casa. Odiseo comienza a torturar a Poseidón apuñalándolo repetidamente con su propio tridente, obligándolo a ceder y detener la tormenta (Six Hundred Strike).

#### La Saga de Ítaca

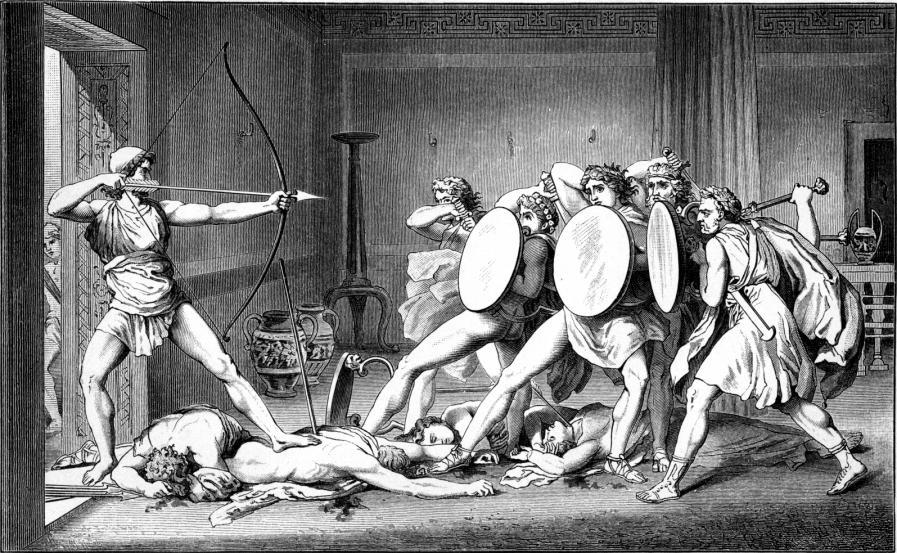
La lucha de Odiseo contra los pretendientes de Penélope está representada en La Saga de Ítaca.

En Ítaca, Penélope toma la tormenta de Poseidón en la distancia como una señal de que su vida pronto cambiará y ofrece un desafío casi imposible a los pretendientes, prometiendo casarse con quien pueda tensar el viejo arco de Odiseo y disparar una flecha a través de doce cabezas de hacha (The Challenge). Al fracasar en el desafío y darse cuenta de que Penélope no tiene intención de dejarlos tomar el trono, Antinoo reúne a los pretendientes para asesinar a Telémaco y violar a Penélope, solo para que una flecha termine matando a Antinoo (Hold Them Down). El arquero se revela como Odiseo, quien había llegado recientemente y se enfurece por las acciones y el plan de los pretendientes. Odiseo ataca rápidamente al resto e ignora sus súplicas de misericordia. Telémaco descubre la batalla y se une a ella, pero rápidamente se ve abrumado por la cantidad de pretendientes hasta que Odiseo llega a su rescate y mata a los intrusos restantes (Odysseus).
Después de la batalla, Telémaco y Odiseo se encuentran por primera vez en veinte años y comienzan a conectar. Cuando Telémaco parte para buscar a Penélope, Atenea se le aparece a Odiseo y le pregunta si podría vivir en un mundo más pacífico, pero Odiseo le dice que no llegará a ver un mundo así (I Can't Help but Wonder). Odiseo finalmente vuelve a ver a Penélope, pero cree que ya no es el hombre del que una vez se enamoró. Penélope le pide que mueva su lecho nupcial, a lo que Odiseo responde que la petición es imposible porque el lecho está tallado en un olivo enraizado. Como sólo Odiseo lo sabía, Penélope declara que él sigue siendo el hombre con el que se casó, y ambos declaran su amor mutuo (Would You Fall in Love with Me Again).

## Elenco
La mayoría del elenco del musical fue elegido a través de audiciones en TikTok . 
- Jorge Rivera-Herrans como Odiseo, los lotófagos, Polifemo, los Cíclopes, coro.
- Luke Holt como Zeus, Elpenor, coro.
- Armando Julián como Euríloco, coro.
- Steven Dookie como Polites.
- Teagan "TE/MO" Earley como Atenea.
- Ayron Alexander como Perimedes, Antínoo, coro.
- Kira Stone como Eolo.
- Anna Lea como Penélope, las sirenas.
- Miguel "MICO" Veloso como Telémaco.
- Steven Rodriguez como Poseidón.
- Talya Sindel como Circe.
- Troy Doherty como Hermes, coro.
- Wanda Herrans como Anticlea.
- Mason Olshavsky como Tiresias.
- KJ Burkhauser como Escila.
- Barbara Wangui como Calipso.
- Brandon McInnis como Apolo.
- Mike Rivera como Hefesto.
- Janani K. Jha como Afrodita.
- Earle Gresham Jr. como Ares.
- Sarah "POESY" Botelho como Hera.
- Diana Rivera-Herrans como la Princesa Winion.
- Dennis Diaz como Eurímaco, coro.
- Tristan Caldwell como Anfínomo, coro.
- Jamie Wiltshire como Melantio, coro.

## Producción
Epic: El Musical comenzó a producirse en 2019 como tesis universitaria de Jorge Rivera-Herrans en la Universidad de Notre Dame,  pero ganó gran popularidad en 2021 cuando publicó videos que documentaban su proceso creativo en TikTok . La primera parte del musical, La Saga de Troya, se estrenó en diciembre de 2022, y poco después le seguiría La Saga del Cíclope a principios de 2023. El proyecto estuvo estancado en el infierno del desarrollo durante aproximadamente un año debido a una demanda que involucraba a Rivera-Herrans y la compañía discográfica, y la tercera parte, La Saga del Océano, se lanzaría en diciembre de 2023. 
En 2023, la compañía discográfica Blair Russell Productions presentó una demanda contra Rivera-Herrans, buscando un fallo que estableciera que poseían todos los derechos de autor de las dos primeras sagas de Epic .  Rivera-Herrans presentó una contrademanda alegando que él era el escritor exclusivo, director musical e intérprete principal.  Las demandas provocaron una división entre la compañía discográfica y la producción, y Rivera-Herrans fundó Winion Entertainment como una compañía discográfica independiente. El elenco del musical regrabó las dos primeras sagas para lanzarlas de forma independiente. 
La saga final, La Saga de Ítaca, se estrenó el 25 de diciembre de 2024. Ese mes, se reveló que dos videojuegos estaban en producción y había conversaciones en curso para una posible película animada, una adaptación teatral y un tercer videojuego basado en Epic .  

## Análisis
El musical está dividido en nueve álbumes conceptuales, denominados "sagas", que constan de tres a cinco canciones cada uno. Cada saga retrata un arco narrativo de la Odisea .  Las nueve sagas se dividen en dos actos, y cada acto representa la mitad del musical. 
Los personajes de Epic son interpretados por varios cantantes, con Rivera-Herrans interpretando a Odiseo, el protagonista principal.  Para desarrollar el musical, se inspiró en la composición de Pedro y el lobo, que identifica diferentes personajes utilizando instrumentos únicos. Utilizando esta técnica, Epic utiliza el simbolismo a través de instrumentos representativos, siendo Odiseo representado con una guitarra, Atenea con un piano y Eolo utilizando voces corales y flautas.  Telémaco está representado tanto por una guitarra como por un piano, lo que indica influencias tanto de Odiseo como su padre y de Atenea como su mentora.  Esta técnica también se subvierte para proporcionar presagios, como en la canción "Suffering", donde Penélope no está representada por su viola característica, lo que sugiere que el personaje es en realidad una sirena disfrazada.  La magia está representada en el musical a través de la música electrónica, y los instrumentos electrónicos como los sintetizadores se vuelven más comunes a medida que la historia incorpora más elementos mágicos y divinos. 
Las canciones del musical abarcan múltiples géneros, incluidos el pop, la música electrónica, el rock, la orquesta y la música del mundo .  La serie toma inspiración musical y narrativa de varias fuentes, incluidas las obras de Lin-Manuel Miranda, así como anime y mecánicas de videojuegos.  Inspiradas en los videojuegos, las sagas sirven como "niveles" en la narrativa, que a menudo conducen a dramáticas "batallas contra jefes" al final.  La historia del musical tiene diferencias creativas con la Odisea original, con un tema definitorio de la adaptación, los dilemas morales de Odiseo, que están ausentes en el material original.  La muerte también es un tema constante en la adaptación musical, y cada saga consecutiva se vuelve líricamente más oscura para representar el dolor que siente Odiseo debido a las pérdidas que sufre. 
El musical utiliza leitmotivs para reforzar los paralelismos temáticos a lo largo de la historia, como la melodía Danger is Nearby (El Peligro está Cerca), que se utiliza con frecuencia para presagiar un peligro inminente.   Las letras de canciones anteriores también se repiten a menudo a lo largo del musical para reforzar los temas narrativos, como la letra "When does a man become a monster?" ("¿Cuándo un hombre se convierte en un monstruo?"), que aparece por primera vez en La Saga de Troya,  o la letra "Ruthlessness is mercy upon ourselves" ("La crueldad es misericordia sobre nosotros mismos"), cantada por primera vez por el antagonista principal Poseidón, ambas invocadas con frecuencia a lo largo del primer acto. 
Laurence Teillet, escritor de Opinio Juris, analizó el musical y concluyó que Odiseo y su tripulación cometieron varias acciones que serían consideradas crímenes de guerra según el Estatuto de Roma a lo largo de la historia, incluida la perfidia, el asesinato de objetivos civiles, la tortura física y ejecución de personas fuera de combate y la piratería . 

## Recepción
En la primera semana de su lanzamiento, La Saga de Troya superó las tres millones de reproducciones, alcanzando el segundo lugar en el Billboard Cast Album Chart (detrás de Hamilton ) y convirtiéndose en el álbum de banda sonora número uno en iTunes el día de su lanzamiento.  Desde entonces, Epic ha tenido una popularidad constante, y cada saga ha alcanzado el puesto número uno en la semana de su lanzamiento.  En diciembre de 2024, Epic tenía 1,6 millones de oyentes mensuales en Spotify . 
Epic ha sido elogiado por su profundidad emocional y el desarrollo de los personajes, y los críticos describen la voz de Rivera-Herrans como muy emotiva y la historia como desgarradora.  
La crítica Eliana Hernández describió el canto de Rivera-Herrans como "apasionado", diciendo que "captura con precisión la esencia y la complejidad de un hombre dispuesto a hacer prácticamente cualquier cosa para volver a casa con su esposa, su hijo y su reino, incluso si eso cambia para siempre la persona que es".  También elogió la construcción del mundo del álbum y la eficaz compendio del material original, diciendo que a pesar de las libertades creativas tomadas por la brevedad, las canciones aún brindan un impacto emocional.  En una reseña del musical, el sitio web Xavier Newswire describió a The Wisdom Saga como el mejor trabajo de Rivera-Herrans, elogiando la profundidad de sus personajes y describiendo las canciones "Love in Paradise" y "God Games" como simultáneamente "épicas" y "desgarradoras".
Los críticos han llamado la atención sobre el hecho de que el musical encontró su elenco enteramente en línea y que todo el marketing se realiza en las redes sociales.  Eliana Hernández dijo que este método de producción impulsado por las redes sociales "honra el material original y transforma la historia en un medio que hablará a una audiencia más contemporánea".  El crítico Wyn Caulde describió la integración del musical con las redes sociales como una forma única y nueva de producción mediática. 